# Steineria phimifera
Steineria phimifera is een rondwormensoort uit de familie van de Xyalidae.